# Foteviksskibene
Foteviksskibene (svensk: Foteviksskeppene) er en række skibsvrag fra vikingetiden, som danner en undervandsspærring netop dér, hvor Foteviken løber ud i Höllviken i det sydvestlige hjørne af Skåne. Spærringen var omkring 300 m lang og havde en tydelig sejlrende. Sandsynligvis blev skibene fyldt med sten og sænket for at danne en beskyttelsesvold mod fjendtlige fartøjer, da den dansk-skånske krig brød ud i 1134. Man frygtede en invasion fra den danske konge Niels, men han blev besejret og drevet tilbage af Erik Emune.
Området blev udgravet og dokumenteret i 1980’erne af danske og svenske arkæologer. Rester af fem vrag blev fundet, hvoraf det ene – kaldet Foteviksskeppet – er blevet bjærget og konserveret og opbevares nu i en magasin ved Malmø Museum.
De øvrige vragdele ligger stadig oven på den beskyttelsesvold, der er bygget op af pæle og sten. Da volden blev anlagt, slæbte man om vinteren de stenfyldte vrag ud på isen, og da det blev forår, sank de til bunds. De to største skibe, som er omkring 20 meter lange, har været krigsskibe, mens de to mindre på cirka 14 meter sandsynligvis har været handelsskibe. Skibene har formentlig – ligesom Foteviksskeppet – haft en bredde på 2,5–3 meter og været klinkbyggede. Muligvis gemmer der sig flere skibsvrag i beskyttelsesvolden.
Ved Fotevikens Museum har man bygget en tidssvarende replika af det bedst bevarede vrag – en mindre vikingebåd, der har fået navnet Erik Emune.